# Ментак
Ме́нтак (нем. Mehntack), также мы́за Мя́этагузе (эст. Mäetaguse mõis) — рыцарская мыза в посёлке Мяэтагузе уезда Ида-Вирумаа, Эстония. Согласно историческому административному делению мыза относилась к приходу Йыхви. В годы Российской империи находилась на территории Эстляндской губернии и относилась к приходу Иеве.

## История мызы
Впервые мыза была упомянута в 1542 году (Mehntack). Своё название она получила от древней деревни, упомянутой в 1241 году (Meintacus). Хозяином мызы тогда был Петер фон Тизенгаузен (Peter von Tiesenhausen). В начале 17-го столетия мыза была продана Туве Бремену (Tuwe Bremen), который в свою очередь в 1638 году продал её одному из самых влиятельных лиц Эстляндии — Фабиану фон Врангелю (Fabian von Wrangell). В 1736 году мыза отошла во владение Отто Фабиана фон Розена (Otto Fabian von Rosen). Cемейству Розенов мыза принадлежала до её экспроприации в 1919 году. Последним собственником мызы был Константин фон Розен (Konstantin von Rosen). 

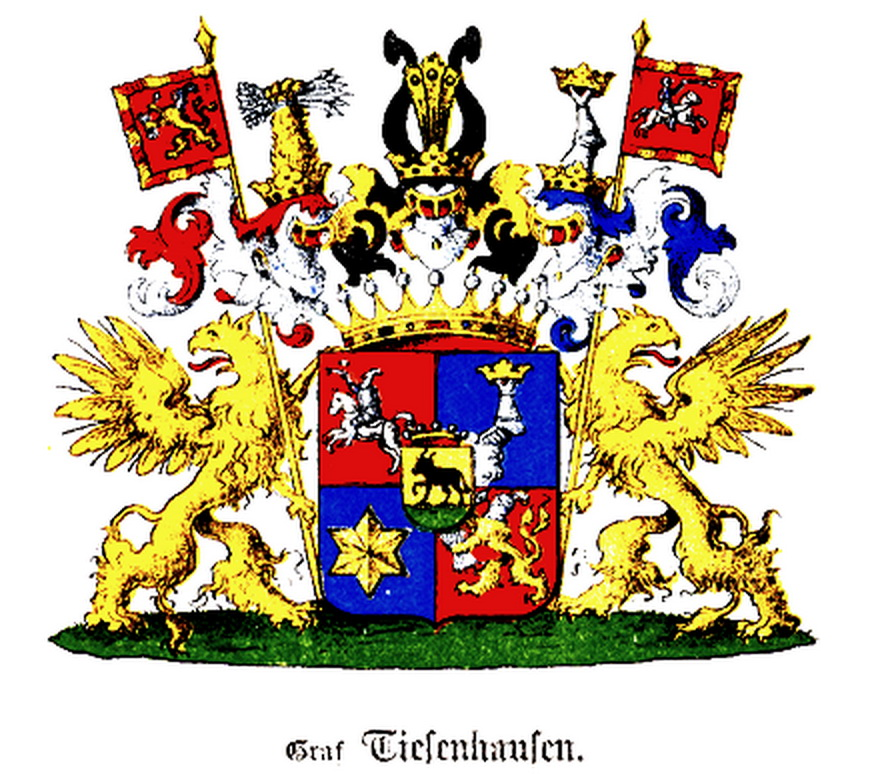
Герб Тизенгаузенов
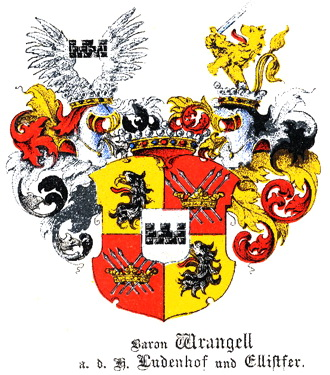
Герб Врангелей
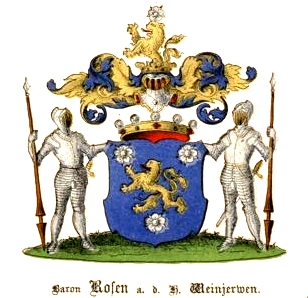
Герб Розенов (белых)

На военно-топографических картах Российской империи (1846–1863 годы), в состав которой входила Эстляндская губерния, мыза обозначена как Ментакъ.
В 1992 году на мызе начались реставрационные работы, затем в отреставрированном главном здании расположилось волостное правление Мяэтагузе. В настоящее время в здании имеется пять залов разного размера, в которых проводятся семинары, культурные мероприятия и отмечаются различные праздничные события.

## Главное здание
Двухэтажное каменное главное здание мызы (господский дом) в стиле раннего классицизма было возведено в 1796 году. Свой окончательный вид здание приобрело во время перестроек в 1820 и 1890 годах.
Передний фасад господского дома разделяют три симметрично расположенных ризалита, на заднем фасаде — два выступающих крыла. Посередине переднего фасада расположен балкон на консолях в стиле историзма; двухэтажный балкон, ранее располагавшийся посередине заднего фасада, был разрушен. На втором этаже дома находятся анфиладные представительские комнаты, в середине расположен зал и два салона с богатым оформлением в стиле историзма: стены украшены панелями, на потолке — гипсовый декор в виде переплетённых лавровых венков и цветочных гирлянд, в углу — камин в стиле неорококо из искусственного мрамора. В южном крыле дома в центральной части потолка в технике альсекко изображены женщины, опирающиеся на балкон, и путти с лавровыми венками на головах (копия потолочной росписи Андреа Мантенья в Палацо Дукале, 1474), по углам — символы изобразительного искусства, архитектуры, музыки и хореографии. Перед фасадом господского дома расположена просторная эспланада с круглой планировкой.

## Мызный комплекс
На мызе имеется большое число вспомогательных зданий, в их числе — окружающие парадную площадку амбар, окаймлённый арками, и конюшня-каретник (оба относятся к первой половине 19-го столетия); в последнем в настоящее время работает 3-звёздочный отель с рестораном, принадлежащий фирме “Mehntak”. В бывшей мызной оранжерее устроен спа-центр. В советское время, когда мыза принадлежала совхозу, в одной части оранжереи были квартиры, в другой находилась котельная.
К северу от главного здания расположен ряд жилых домов для служащих, на юге — дом садовника с высоким подвальным цоколем (XIX век). Самая большая группа хозяйственных построек расположена к югу от парка. Просторная водочная фабрика перестроена в народный дом.
В трёх километрах к северо-западу, в деревне Мяэтагузе, находится мызное кладбище, где стоит погребальная часовня фон Розенов в неоготическом стиле.
Семь объектов мызного комплекса внесены в Государственный регистр памятников культуры Эстонии (при инспектировании 31.10.2018 все они находились в хорошем состоянии):
- главное здание[4];
- мызный парк[8];
- амбар 1[9];
- конюшня-каретник[10];
- оранжерея[6];
- амбар 2[9];
- дом садовника[11].

В Государственный регистр памятников культуры внесена также часовня, которая была построена на мызном кладбище в 1874 году (при инспектировании 31.10.2018 находилась в удовлетворительном состоянии).

## Парк
Большой мызный парк имеет свободную планировку, которая относится, вероятно, к концу 19-го столетия; он занимает 10,6 гектара. По сторонам подъездной аллеи к господскому дому стоят плотные ряды лип. Основная часть парка расположена за господским домом. Площадка за домом сделана в виде просторного травяного газона. В парке по краям извилистых прогулочных дорожек стоят светлые скамейки. В глубине парка находится пруд, который наполняется ручьём Мяэтагузе. Возле водочной фабрики также есть пруд, на котором раньше было два островка. Парк украшают белые мостики. В бывшем фруктовом саду в настоящее время построена школа.
По состоянию на 1990 год в парке росло 29 родов растений различных видов и форм, в том числе 3 вида хвойных деревьев. Лиственные деревья представлены 13 породами, из которых основную часть составляют местные многолетние виды: липа, клён, дуб, вяз. Продолжением парка является Мяэтагузеская дубрава.

## Галерея

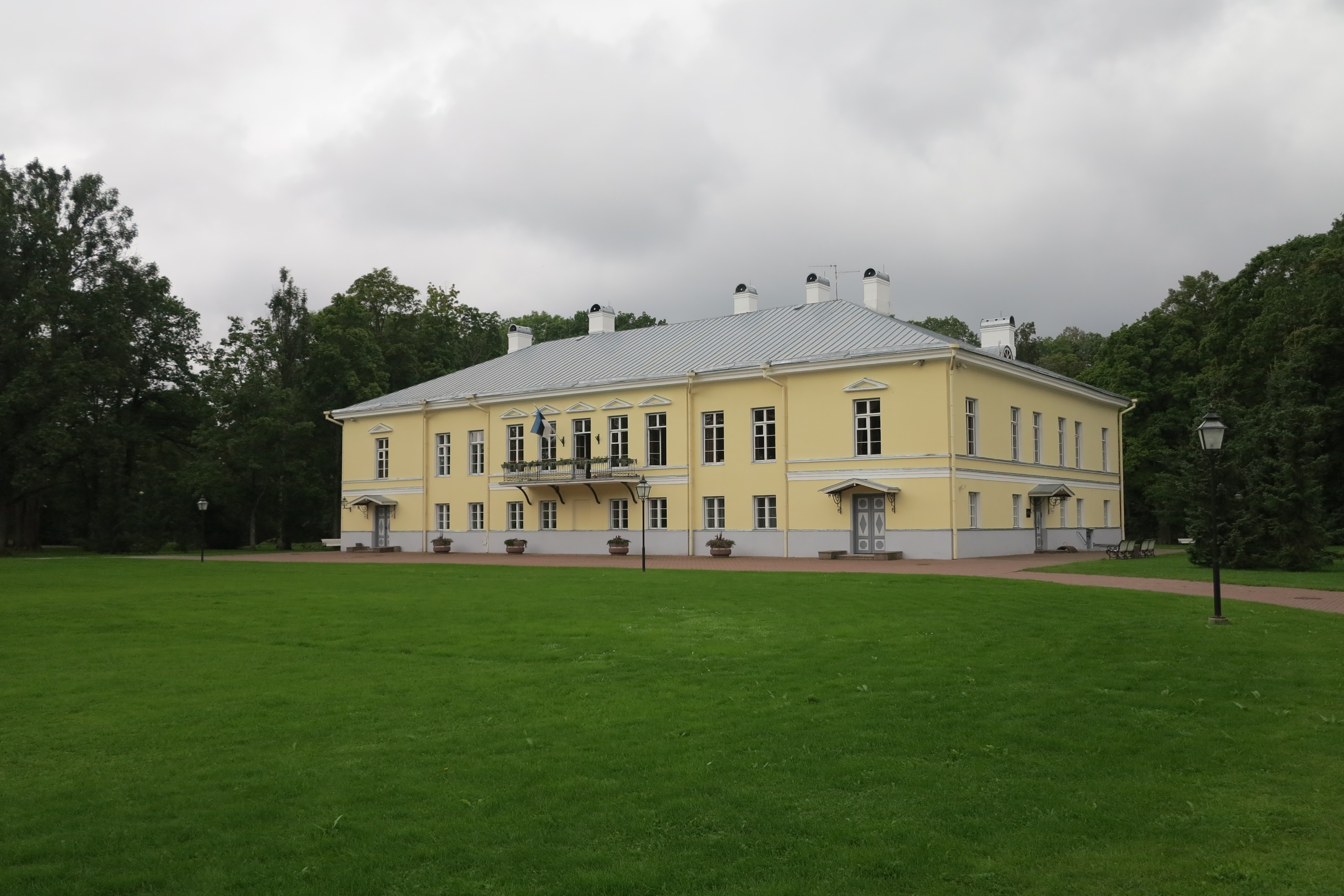
Господский дом
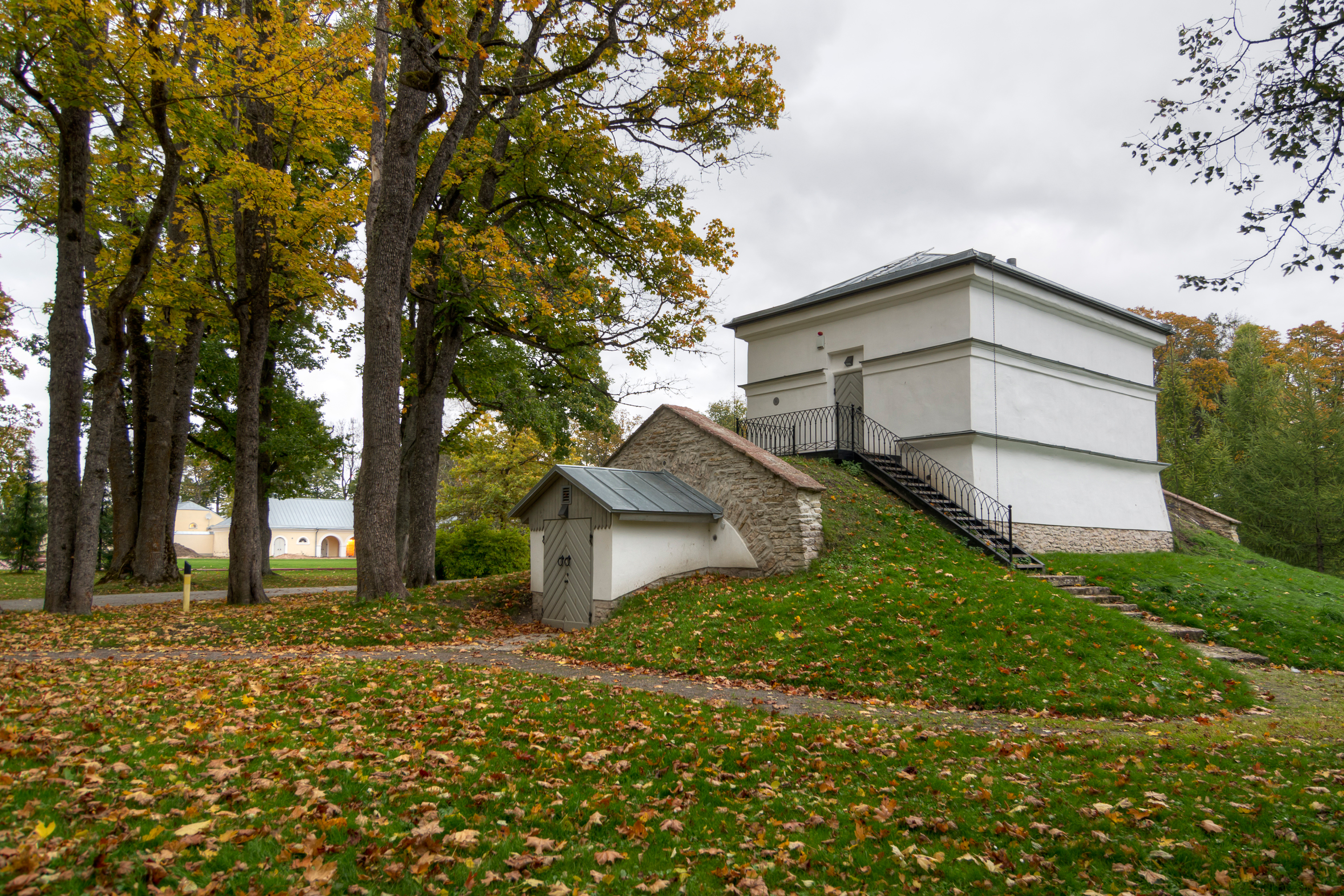
Дом садовника
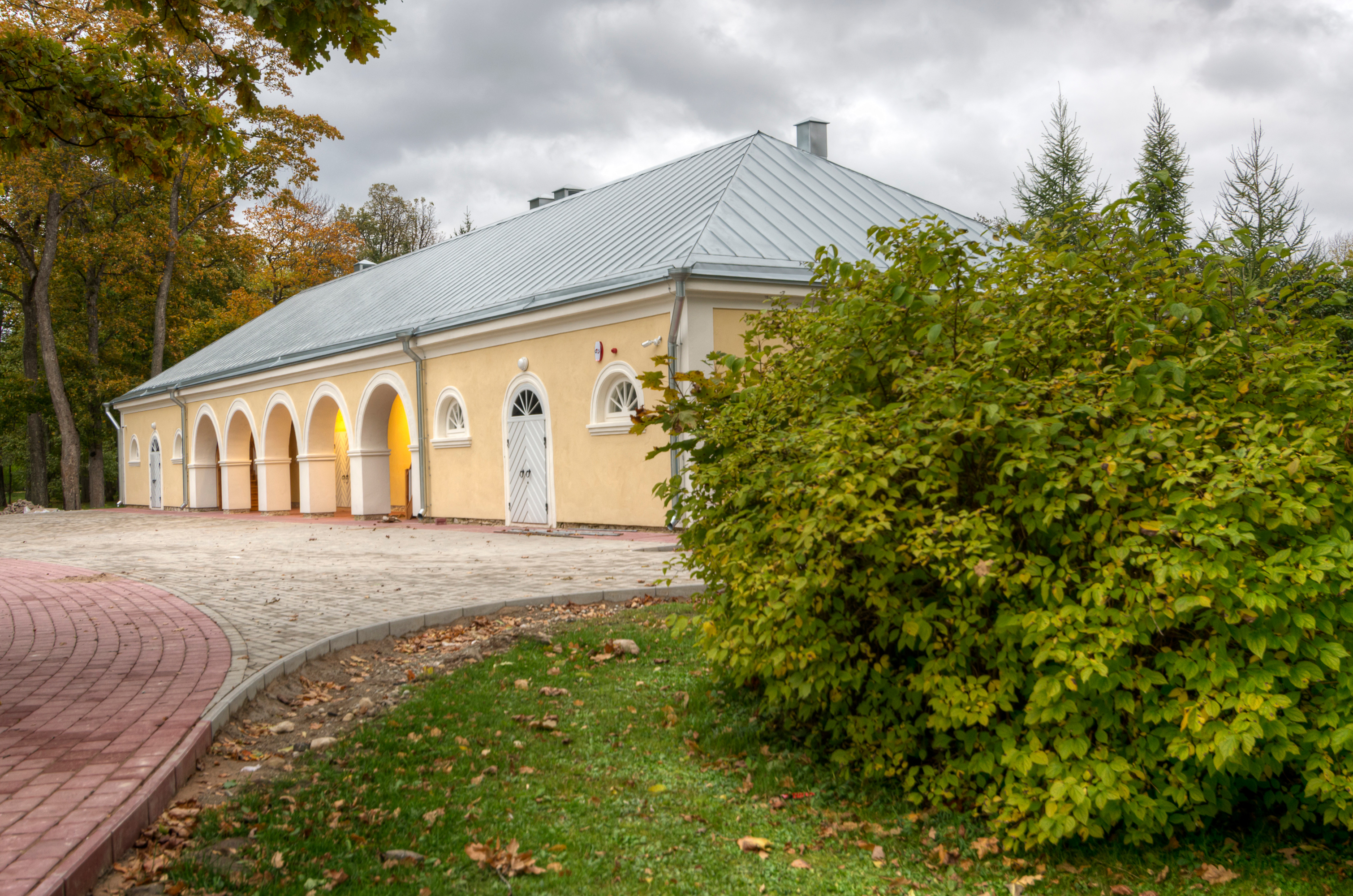
Амбар 1
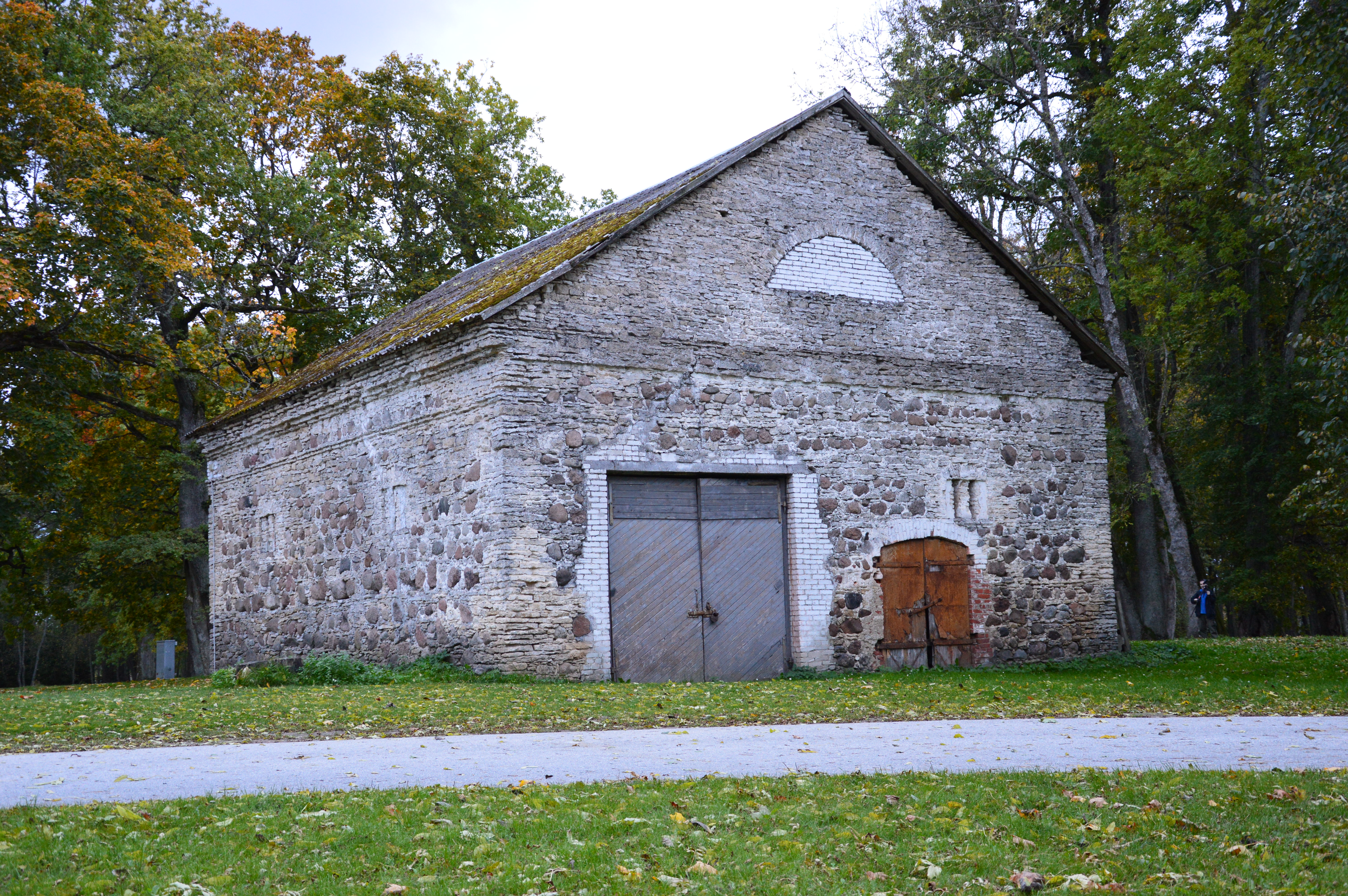
Амбар 2
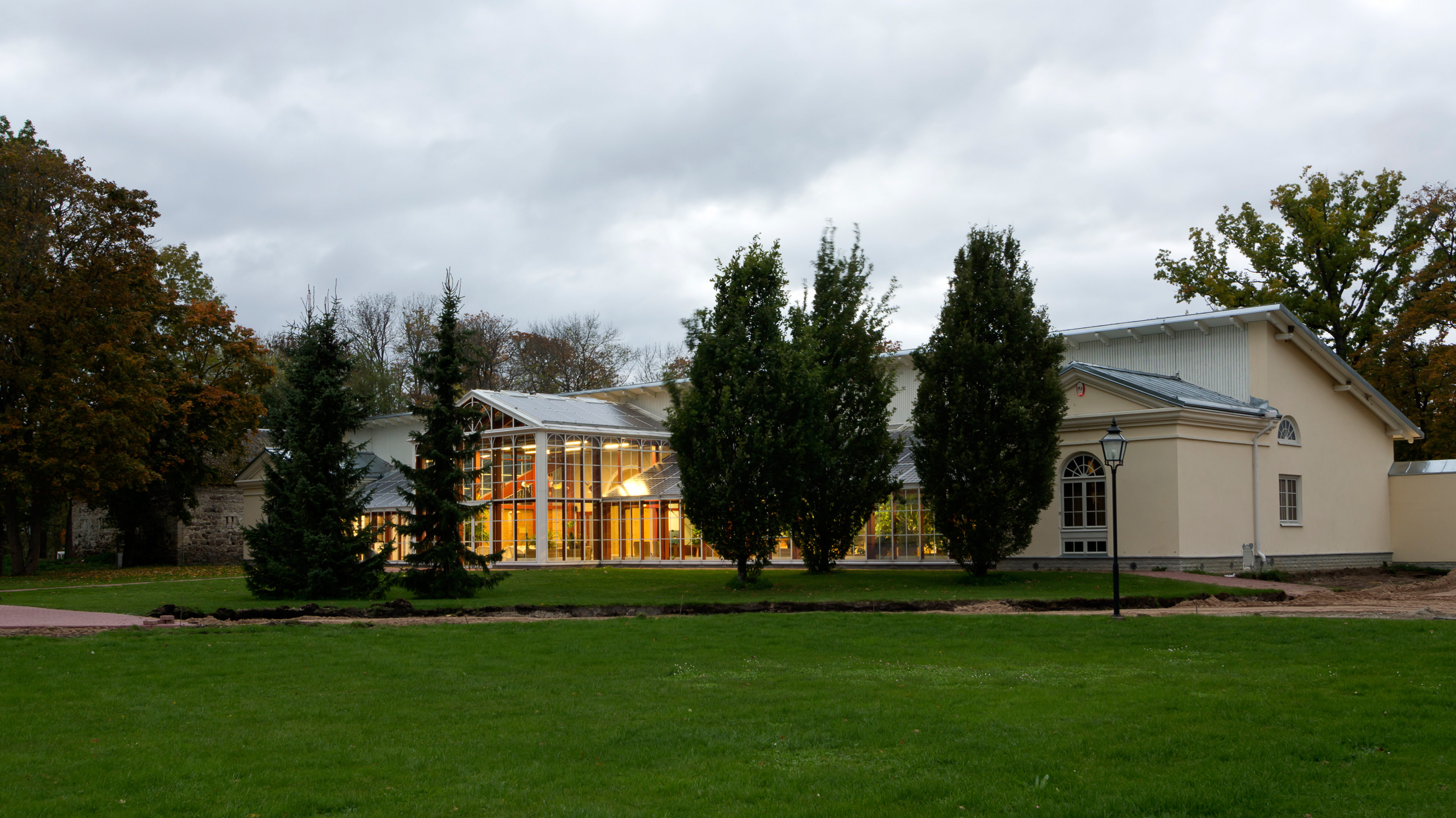
Оранжерея (спа-центр)
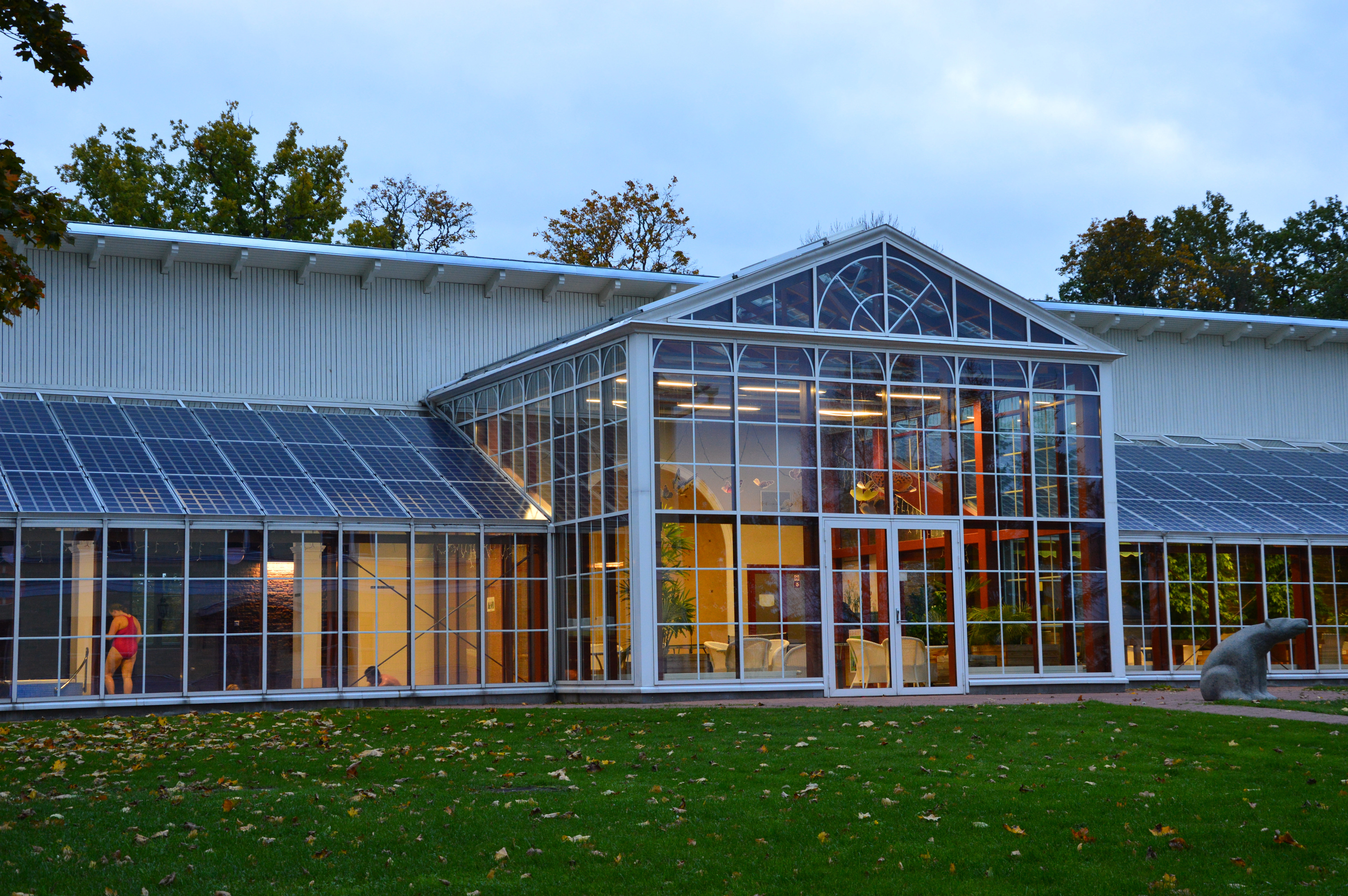
Фрагмент оранжереи
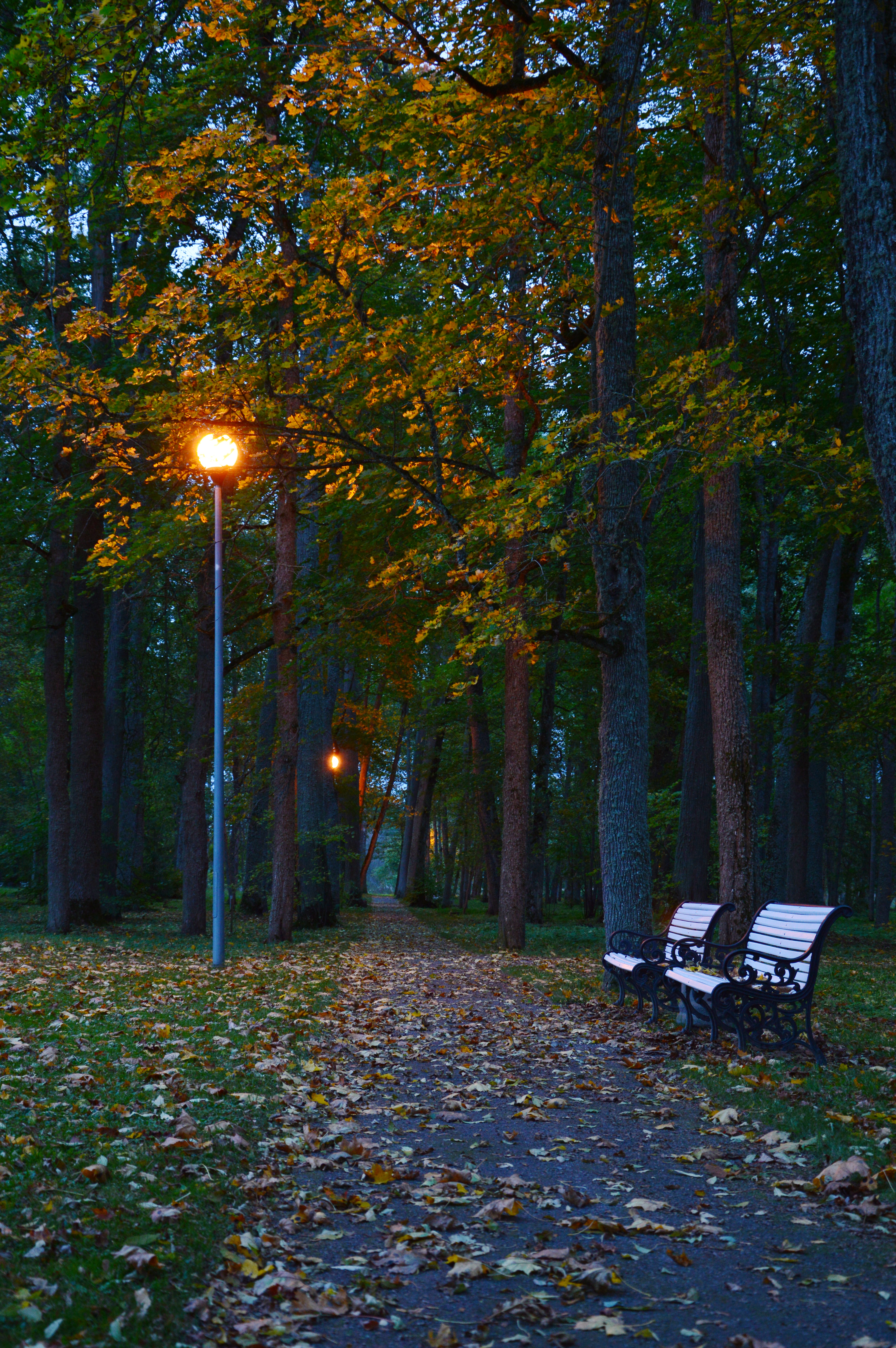
Мызный парк
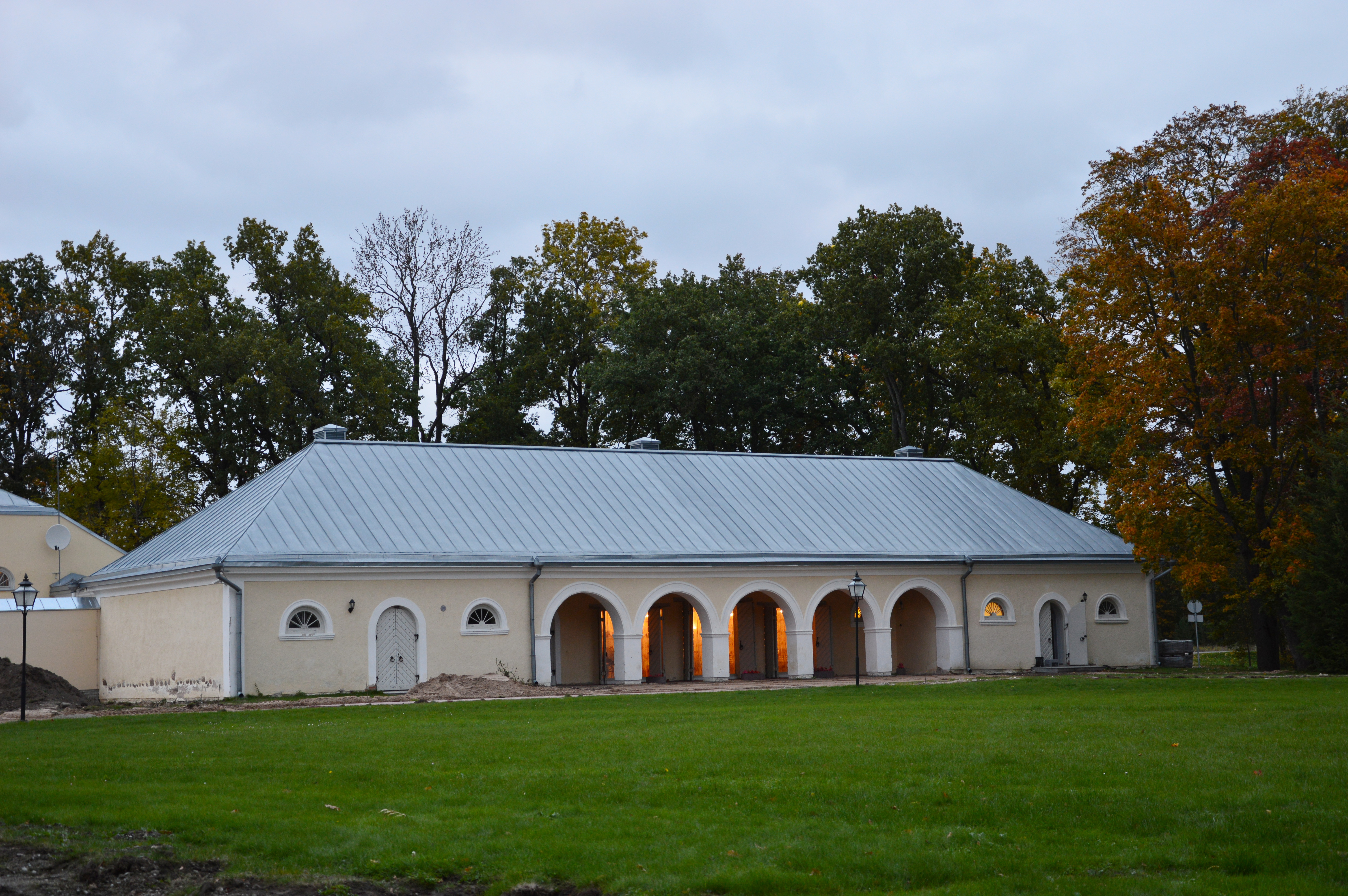
Конюшня-каретник